# Viaggiando nel tempo
Viaggiando nel tempo (たいむとらぶる トンデケマン!?, Taimu Toraburu Tondekeman) è un anime diretto da Kunihiko Yuyama e Akira Sugino, composto da 39 episodi andati in onda tra il 19 ottobre 1989 e il 26 agosto 1990 su Fuji Television.
La versione italiana è stata trasmessa su varie televisioni locali a partire dal 1998 con la sigla cantata da Marco Destro.

## Trama
La storia inizia con Gavino (Hayato), un ragazzo appassionato di calcio, e la sua fidanzata Flavia (Yumi), aspirante musicista, i quali vanno a trovare il dr. Leonardo nel suo laboratorio di ricerche ed esperimenti. Accidentalmente i due attivano lo Sputasentenze (Tondekeman), un simpatico bollitore parlante che li teletrasporta nel passato molti secoli prima.
Arrivano a Baghdad e ritrovano il macchinario, qui inoltre fanno la conoscenza di Aladino, del principe Dandarin (Dandarn) e della principessa Shalala con i quali diventeranno presto amici. Incontrano anche l'astuto stregone Abdullah che cercherà sempre di rapire la principessa per permettere al suo padrone di sposarla.
Gli eroi viaggeranno in luoghi e tempi diversi, incontreranno personaggi storici e letterari che aiuteranno il malvagio Abdullah nel suo malvagio piano ma i protagonisti riusciranno sempre a cavaersela, tuttavia Gavino e Flavia rimarranno bloccati attraverso le epoche fino a quando non consegneranno lo Sputasentenze al loro nemico.

## Doppiaggio
| Personaggio (nome originale)         | Doppiatore originale | Doppiatore italiano                                  |
| ------------------------------------ | -------------------- | ---------------------------------------------------- |
| Gavino (Hayato Shindou)              | Yūji Mitsuya         | Paolo Torrisi                                        |
| Flavia (Yumi Arama)                  | Kumiko Nishihara     | Paola Tovaglia (1ª voce) Donatella Fanfani (2ª voce) |
| Sputasentenze (Tondekeman)           | Shigeru Chiba        | Donatella Fanfani                                    |
| Principe Dandarin (Principe Dandarn) | Akira Kamiya         | Gabriele Calindri                                    |
| Principessa Shalala                  | Rei Sakuma           | Anna Bonel                                           |
| Aladino                              | Yūko Mita            | Veronica Pivetti                                     |
| Abdullah                             | Junpei Takiguchi     | Pietro Ubaldi                                        |
| Dr. Leonardo                         | Shigeru Chiba        | Sante Calogero                                       |
| Genio della lampada                  | Shigezō Sasaoka      | Luca Bottale                                         |

## Episodi
| Nº | Titolo italiano Giapponese 「Kanji」 - Rōmaji                                | In onda          | In onda       |
| Nº | Titolo italiano Giapponese 「Kanji」 - Rōmaji                                | Giapponese       | Italiano      |
| 1  | Uno strano bollitore 「オカミさん、やかんですよ」 - Okami-san, yakan desu yo | 19 ottobre 1989  | dicembre 1998 |
| 2  | 「天才は忘れたころにやってくる」 - Tensai wa wasureta koro ni yattekuru      | 26 ottobre 1989  |               |
| 3  | 「トロイヤの木馬はとろいや」 - Toroiya no mokuba wa toroi ya                 | 2 novembre 1989  |               |
| 4  | 「スフィンクスとんだ!」 - Sufinkusu tonda!                                   | 9 novembre 1989  |               |
| 5  | 「ぽせいどんアドベンチャー」 - Poseidon Adobenchā                            | 16 novembre 1989 |               |
| 6  | 「皇帝ドリンクでがんばるんば」 - Kōtei dorinku de ganbarunba                 | 23 novembre 1989 |               |
| 7  | 「アマゾネスVSミスター・レディ」 - Amazonesu VS Misutā Redi                  | 30 novembre 1989 |               |
| 8  | 「ドラゴン・クエスト伝説!?」 - Doragon Kuesuto densetsu!?                    | 7 dicembre 1989  |               |
| 9  | 「ニセトンデケマン現わる!!」 - Nise tondekeman genwaru!!                     | 14 dicembre 1989 |               |
| 10 | 「シャララ姫のスター誕生!!」 - Sharara hime no Sutā tanjō! !                 | 21 dicembre 1989 |               |
| 11 | 「ダンダーン追放（秘）大作戦!?」 - Dandān tsuihō (hi) dai sakusen!?          | 11 gennaio 1990  |               |
| 12 | 「アンタッチャブル大騒動!!」 - Antatchaburu ōsōdō!!                          | 18 gennaio 1990  |               |
| 13 | 「でかい王様はバイキング!?」 - Dekai ōsama wa Baikingu!?                     | 25 gennaio 1990  |               |
| 14 | 「やっぱり地球は動いている」 - Yappari chikyū wa ugoite iru                  | 1º febbraio 1990 |               |
| 15 | 「エジソン博士の異常な愛情」 - Ejison hakase no ijō na aijō                  | 8 febbraio 1990  |               |
| 16 | 「ドラキュラ都へ来る!」 - Dorakyura-to e kuru!                               | 15 febbraio 1990 |               |
| 17 | 「バック・トゥ・ザ・西部劇」 - Bakku to za seibu geki                        | 22 febbraio 1990 |               |
| 18 | 「聖剣伝説えくすかりばあ」 - Seiken densetsu Ekusukariba                     | 1º marzo 1990    |               |
| 19 | 「大噴火! ボンペイ脱出作戦」 - Dai funka! Bonpei dasshutsu sakusen           | 8 marzo 1990     |               |
| 20 | 「忍者は全部でなんにんじゃ?」 - Ninja wa zenbu de nan ninja?                 | 15 marzo 1990    |               |
| 21 | 「ナポレオンはギャルに弱い」 - Naporeon wa gyaru ni yowai                    | 22 marzo 1990    |               |
| 22 | 「母をたずねて三億年?」 - Haha wo tazunete san oku-nen?                      | 29 marzo 1990    |               |
| 23 | 「燃えよ! 炎の格闘技マラソン!!」 - Moeyo! Honō no kakutōgi Marason!!         | 13 aprile 1990   |               |
| 24 | 「㊙報告! クレオパトラ伝説!!」 - (Hi) hōkoku! Kureopatora densetsu!!         | 20 aprile 1990   |               |
| 25 | 「史上最大のグレートレース!」 - Shijō saidai no Gurēto Rēsu!                 | 27 aprile 1990   |               |
| 26 | 「もう止まらない?! 暴走列車」 - Mōtomaranai?! Bōsō ressha                    | 11 maggio 1990   |               |
| 27 | 「酸欠! 2101年、宇宙の旅でっせ」 - Sanketsu! 2101-nen, uchūnotabi desse      | 18 maggio 1990   |               |
| 28 | 「探偵ホームズの異常な冒険」 - Tantei Hōmuzu no ijō na bōken                 | 25 maggio 1990   |               |
| 29 | 「元祖トップガン異常な戦い」 - Ganzo Toppu Gan ijōna tatakai                 | 1º giugno 1990   |               |
| 30 | 「アンタッチャブル大騒動II」 - Antatchaburu ōsōdō II                         | 8 giugno 1990    |               |
| 31 | 「海底2万マイル! 異常な旅」 - Kaitei 2 man mairu! Ijō na tabi                | 15 giugno 1990   |               |
| 32 | 「シャララ姫のローマの休日」 - Sharara hime no Rōma no kyūjitsu              | 22 giugno 1990   |               |
| 33 | 「ベルサイユの異常なバラ?」 - Berusaiyu no ijō na bara?                      | 8 luglio 1990    |               |
| 34 | 「爆発! ダンダーン地雷大作戦」 - Bakuhatsu! Dandān jirai dai sakusen         | 15 luglio 1990   |               |
| 35 | 「感動! 太陽へのホームラン!!」 - Kandō! Taiyō e no Hōmuran!!                 | 29 luglio 1990   |               |
| 36 | 「大変ミクロのシャララ姫」 - Taihen Mikuro no Sharara hime                   | 5 agosto 1990    |               |
| 37 | 「発覚シャララのベニスの恋」 - Hakkaku Sharara no Benisu no koi              | 12 agosto 1990   |               |
| 38 | 「大爆発! 最後のじかん旅行」 - Dai bakuhatsu! Saigo no jikan ryokō           | 19 agosto 1990   |               |
| 39 | 「大混線! 地球最後の日!?」 - Dai konsen! Chikyū saigo no hi!?                | 26 agosto 1990   |               |

## Colonna sonora
Sigla di apertura
- Yume mireba Time Machine cantata dai Jag-Toy

Sigle di chiusura
- Tomodachi ni Modorenai cantata dai Jag-Toy (1-23)
- Soba ni Iru ne cantata dai Ribbon (24-39)

Sigla italiana
- Viaggiando nel tempo, musica di Silvio Amato, testo di Alessandra Valeri Manera, cantata da Marco Destro[2].